# Canton de Langon
Le canton de Langon est une ancienne division administrative française située dans le département de la Gironde, en région Aquitaine.
Depuis le redécoupage cantonal de 2014, Langon est le bureau centralisateur du nouveau canton du Sud-Gironde.

## Géographie
Ce canton était organisé autour de Langon, dans l'arrondissement de Langon. Son altitude variait de 0 m (Langon) à 124 m (Mazères) pour une altitude moyenne de 47 m.

## Composition
Le canton de Langon regroupait treize communes et comptait 19 270 habitants (population municipale) au 1er janvier 2012.
| Nom                     | Code Insee | Intercommunalité  | Superficie (km2) | Population (dernière pop. légale) | Densité (hab./km2) |
| ----------------------- | ---------- | ----------------- | ---------------- | --------------------------------- | ------------------ |
| Langon (chef-lieu)      | 33227      | CC du Sud Gironde | 13,71            | 7 396 (2014)                      | 539                |
| Bieujac                 | 33050      | CC du Sud Gironde | 6,97             | 548 (2014)                        | 79                 |
| Bommes                  | 33060      | CC du Sud Gironde | 5,80             | 537 (2014)                        | 93                 |
| Castets-en-Dorthe       | 33106      | CC du Sud Gironde | 8,69             | 1 169 (2014)                      | 135                |
| Fargues                 | 33164      | CC du Sud Gironde | 15,41            | 1 532 (2014)                      | 99                 |
| Léogeats                | 33237      | CC du Sud Gironde | 19,61            | 795 (2014)                        | 41                 |
| Mazères                 | 33279      | CC du Sud Gironde | 13,14            | 752 (2014)                        | 57                 |
| Roaillan                | 33357      | CC du Sud Gironde | 11,48            | 1 600 (2014)                      | 139                |
| Saint-Loubert           | 33432      | CC du Sud Gironde | 2,11             | 230 (2014)                        | 109                |
| Saint-Pardon-de-Conques | 33457      | CC du Sud Gironde | 6,68             | 568 (2014)                        | 85                 |
| Saint-Pierre-de-Mons    | 33465      | CC du Sud Gironde | 9,27             | 1 178 (2014)                      | 127                |
| Sauternes               | 33504      | CC du Sud Gironde | 11,32            | 766 (2014)                        | 68                 |
| Toulenne                | 33533      | CC du Sud Gironde | 6,58             | 2 541 (2014)                      | 386                |

## Administration

### Conseillers généraux de 1833 à 2015
| Période | Période          | Identité                                       | Étiquette           | Qualité |
| ------- | ---------------- | ---------------------------------------------- | ------------------- | --- |
| 1833    | 1835 (démission) | Charles Brannens aîné (1780-1862)              |                     | Négociant, adjoint au maire de Langon                                                                                     |
| 1835    | 1852             | Alexandre Coutereau                            |                     | Propriétaire, juge de paix à Auros, maire de Langon (1848-1852), conseiller d'arrondissement du canton d'Auros            |
| 1852    | 1861             | Pierre Becquet                                 |                     | Propriétaire, maire de Fargues (1852-1862)                                                                                |
| 1861    | 1870             | Raymond Deyres                                 |                     | Notaire à Castets |
| 1870    | 1871             | Amédée Eugène Louis de Lur-Saluces (1839-1894) | Monarchiste         | Officier Propriétaire du château Filhot à Sauternes Député (1871-1876 et 1889-1893)                                       |
| 1871    | 1874             | Jean-Pierre Théry                              | Républicain         | Médecin, maire de Langon (1871-1874)                                                                                      |
| 1874    | 1880             | Baron Jérôme David                             | Droite Bonapartiste | Militaire Député (1859-1870 et 1876-1881) Maire de Langon (1860-1861)                                                     |
| 1880    | 1886             | Jean-Pierre Théry                              | Républicain         | Médecin Maire de Langon (1877-1882, 1884-1886)                                                                            |
| 1886    | 1892             | Louis Lamothe                                  | Droite bonapartiste | Propriétaire et commerçant à Bordeaux, maire de Roaillan(1874-1896), conseiller d'arrondissement                          |
| 1892    | 1898             | Jean-Louis Fabre                               | Républicain         | Propriétaire-viticulteur Maire de Langon (1892-1898)                                                                      |
| 1898    | 1904             | Armand Papon                                   | Républicain         | Médecin de l'hôpital de la brigade de gendarmerie Propriétaire - Maire de Langon (1898-1932), conseiller d'arrondissement |
| 1904    | 1920 (décès)     | Jean-Louis Fabre                               | Républicain         | Propriétaire-viticulteur Maire de Langon (1892-1898)                                                                      |
| 1920    | 1931             | Armand Papon                                   | AD                  | Médecin, maire de Langon (1898-1932)                                                                                      |
| 1931    | 1940             | Louis Langlois                                 | Rad.                | Propriétaire, maire de Toulenne                                                                                           |
|         |                  |                                                |                     | |
| 1945    | 1964             | Louis Langlois                                 | Rad.                | Propriétaire à Toulenne                                                                                                   |
| 1964    | 1982             | Jean-Louis Langlois (fils du précédent)        | SFIO puis PS        | Médecin, conseiller municipal de Langon (1959-1983)                                                                       |
| 1982    | 1999 (démission) | Charles Vérité                                 | PS                  | Médecin, maire de Langon (1989-2014)                                                                                      |
| 1999    | 2015             | Pierre Augey                                   | PCF                 | Conseiller social et entreprise Maire de Fargues (1977-2020)                                                              |

### Conseillers d'arrondissement (de 1833 à 1940)
Le canton de Langon avait deux conseillers d'arrondissement.
Il appartenait à l'arrondissement de Bazas jusqu'à sa disparition en 1926.
| Période                                  | Période | Identité                      | Étiquette                                             | Qualité |
| ---------------------------------------- | ------- | ----------------------------- | ----------------------------------------------------- | --- |
| 1833                                     | 1834    | M. Dubourg                    |                                                       | Juge de paix                                                                                                |
| 1833                                     | 1834    | M. Boissonneau                |                                                       | Négociant                                                                                                   |
| 1834                                     | 1839    | Pierre Laporterie             |                                                       | Notaire, maire de Langon                                                                                    |
| 1834                                     | 1836    | Paul Coutereau                |                                                       | Juge de paix à Langon, élu en 1836 dans le canton d'Auros                                                   |
|                                          |         |                               |                                                       | |
| 1845                                     | 1848    | M. Labrousse                  |                                                       | Propriétaire à Langon                                                                                       |
|                                          |         |                               |                                                       | |
| 1877                                     | 1895    | Charles Brannens              | Bonapartiste                                          | Propriétaire à Langon                                                                                       |
| 1877                                     | 1886    | Louis Lamothe                 | Bonapartiste                                          | Propriétaire et commerçant à Bordeaux, maire de Roaillan                                                    |
| avant 1883                               | 1889    | Gustave Fourcassies           | Royaliste                                             | Propriétaire, Président du Cercle catholique                                                                |
| 1886                                     | 1889    | Léo Ducasse                   | Royaliste                                             | Propriétaire à Bernos                                                                                       |
| 1889                                     | 1895    | Jean-Baptiste Fabre père      | Républicain                                           | Propriétaire viticulteur à Langon                                                                           |
| 1889                                     | 1907    | Auguste Léglise               | Républicain                                           | Propriétaire à Langon                                                                                       |
| 1895                                     | 1898    | Armand Papon                  | Républicain                                           | Médecin à Langon                                                                                            |
| 1898                                     | 1907    | M. Belloc                     | Républicain                                           | Usinier |
| 1907                                     | 1919    | Eugène Garbay                 | Républicain puis RG                                   | Propriétaire viticulteur, maire de Bommes                                                                   |
| 1907                                     | 1937    | Émile Allary                  | Républicain puis RG Alliance démocratique et radicale | Adjoint au maire de Langon                                                                                  |
| 1919                                     |         | Louis Giresse                 | Alliance démocratique et radicale                     | Industriel, propriétaire, maire de Castets-en-Dorthe                                                        |
|                                          | 1937    | André Lartigue                |                                                       | |
| 1937                                     | 1940    | Léonce Dubourdieu (1874-1945) | Alliance démocratique radicale                        | Maire de Langon, Président du Conseil d'arrondissement                                                      |
| 1937                                     | 1940    | M. Puyau                      | USR                                                   | |
| 1940                                     |         |                               |                                                       | Les conseils d'arrondissement ont été suspendus par la loi du 12 octobre 1940 et n'ont jamais été réactivés |
| Les données manquantes sont à compléter. |         |                               |                                                       | |

## Démographie
| 1962   | 1968   | 1975   | 1982   | 1990   | 1999   | 2006   | 2011   | 2012   |
| ------ | ------ | ------ | ------ | ------ | ------ | ------ | ------ | ------ |
| 11 567 | 11 500 | 11 818 | 13 091 | 14 098 | 15 211 | 17 952 | 19 100 | 19 270 |